# Сюльбан (посёлок)
Сюльбан — упразднённый посёлок при железнодорожной станции в Каларском районе Забайкальского края России. Входил в состав Куандинского сельского поселения. Исключен из учётных данных в 2001 году.

## География
Находился в центральной части района, на левом берегу реки Сюльбан, у одноимённого железнодорожного разъезда на линии Лена-Восточная — Хани Восточно-Сибирской железной дороги, на расстоянии примерно 50 км (по прямой) к северо-востоку от посёлка Куанда.

## История
В 1981 СМП № 697 управления строительства «БАМстройпуть» начал строительство поселка и станции. В 1982 вновь возникший населенный пункт получил наименование поселок Сюльбан.
По некоторым сведениям зимой 1991 года в поселке случилась авария отопительной системы, посёлок оказался заморожен, а население эвакуировано. В том же году жилые строения посёлка были снесены.

## Население
В 1989 году в посёлке проживало 548 человек.